# DreamSpark Premium
DreamSpark Premium (precedentemente MSDN Academic Alliance (MSDNAA)) è un programma organizzato da  Microsoft per studenti di università tecniche. Esiste anche una versione standard per studenti di istituti superiori e di università non tecniche. È possibile scaricare copie originali di prodotti Microsoft come Microsoft Windows e Visual Studio. La lista dei prodotti dipende dal tipo di contratto tra l'università e Microsoft.